# (166) Rhodope
(166) Rhodope – planetoida z pasa głównego asteroid.

## Odkrycie
Została odkryta 15 sierpnia 1876 roku w obserwatorium w Clinton położonym w hrabstwie Oneida w stanie Nowy Jork przez Christiana Petersa. Nazwa planetoidy pochodzi od królowej Rhodope z Tracji w mitologii greckiej, utożsamianej z górskim pasmem Rodopów.

## Orbita
(166) Rhodope okrąża Słońce w ciągu 4 lat i 147 dni w średniej odległości 2,69 j.a. Należy do planetoid z rodziny Adeona.